# 博尔米达堡
博尔米达堡（義大利語：Castellazzo Bormida）是意大利亚历山德里亚省的一个市镇。总面积45.19平方公里，人口4694人，人口密度103.9人/平方公里（2009年）。ISTAT代码为006047。